# Tancarville
Tancarville è un comune francese di 1 336 abitanti situato nel dipartimento della Senna Marittima nella regione della Normandia. Già facente parte della comunità di comuni di Port-Jérôme, nel 2008, con la fusione delle Comunità dei comuni di Caudebec-en-Caux-Brotonne, di quella del Cantone di Bolbec e di quella di Port-Jérôme, nella Comunità dei comuni Caux vallée de Seine, il comune di Tancarville è entrato a far parte di quest'ultima.

## Storia
Nel medioevo il suo signore Guglielmo di Tancarville ospitò il giovane Guglielmo il Maresciallo, poi reggente d'Inghilterra.

### Simboli
Lo stemma, adottato dal Comune nel 1993, riprende il blasone della famiglia de Tancarvile (de gueules, à un écusson d'argent, à la bordure d'angemmes d'or) invertendo gli smalti dei quadrifogli e dello scudetto su cui è stato aggiunto un albero per rappresentare i boschi che circondano il paese.

## Società

### Evoluzione demografica
Abitanti censiti